# Crazy 4 U
「Crazy 4 U」為2004年1月16日發行之日本歌手倖田來未10th單曲。

## 解說
- 收錄翻唱自「久保田利伸」的｢夢 with You｣。

- 「Crazy 4 U」的音樂錄影帶於2007年再編輯成Dance ver.，收錄於2007年發行的精選輯「BEST 〜BOUNCE & LOVERS〜」的DVD中。

## 發行版本
- CD ONLY

## 曲目
1. Crazy 4 U （Original mix）
作詞・作曲・編曲:渡辺未来
富士電視台動畫「ギルガメッシュ（页面存档备份，存于）」片頭曲 。
2. 夢 with You （Original mix）
作詞・作曲：久保田利伸
3. Crazy 4 U（Akakage's crazy love Remix）
4. Crazy 4 U（Instrumental）
5. 夢 with You（Instrumental）